# Daijō Tennō
Daijō Tennō o Dajō Tennō (太上天皇?, Imperatore Emerito) è un titolo onorifico per un imperatore del Giappone (tennō) che abdica al trono del crisantemo in favore di un successore. Il titolo è spesso abbreviato in Jōkō (上皇?, Alto imperatore o Imperatore emerito).
L'origine del termine è dovuta al titolo dato ad un Imperatore Cinese che abdicava, veniva chiamato Taijōkō (太上皇, Grande Imperatore). Se il Jōkō entrava nella comunità monastica buddista veniva chiamato Daijō hōō (imperatore di clausura che ha abdicato). Tuttavia, non vi è alcuna differenza di classe legale tra i due titoli nel sistema legale Ritsuryō.

## Storia
Il primo imperatore a diventare Daijō Tennō fu l'imperatore Jitō, che consegnò il trono all'imperatore Monmu, sebbene ci siano stati dei precedenti come ad esempio dell'imperatrice Kōgyoku, che trasferì il trono al fratello minore, l'imperatore Kōtoku, ma a quel tempo non era ancora stato istituito il titolo di Daijō Tennō e, successivamente, salì nuovamente al trono come imperatrice Saimei. Fino a quando l'imperatore Kōkaku consegnò il trono all'imperatore Ninkō nel tardo periodo Edo, ci sono stati 62 Jōkō in totale.
Tuttavia, fin dal periodo Heian, la stessa situazione di "morte dell'imperatore" è stata evitata come un tabù, e sono molti i casi in cui la procedura di abdicazione è stata eseguita dopo che l'imperatore si era ammalato gravemente e l'imperatore morì poco dopo che gli fu conferito il titolo onorifico. L'imperatore Daigo, ad esempio, è morto otto giorni dopo la sua nomina, l'imperatore Ichijō dieci giorni dopo e l'imperatore Go-Suzaku tre giorni. Per quanto riguarda l'imperatore Go-Ichijō, la sua scomparsa è stata così improvvisa che la nomina a Daijō Tennō non poteva essere fatta in tempo, per cui si è proceduto con l'abdicazione nascondendone la morte, e solo dopo che il processo è stato completato è stata annunciata la sua scomparsa. La stessa cosa accadde con l'imperatore Go-Kōmyō nel periodo Edo. Per quanto riguarda l'imperatore Go-Momozono, la data ufficiale di fine del suo regno rimane 10 giorni dopo la sua morte, il che è una situazione anomala, questo era solo un modo conveniente per trattarla come "la morte dell'imperatore emerito" piuttosto che come "la morte dell'imperatore".
Dall'imperatrice Jitō, il titolo Daijō Tennō fu dato automaticamente all'imperatore abdicato e non fu richiesta alcuna cerimonia speciale, ma dopo l'abdicazione dell'imperatore Saga a favore dell'imperatore Junna, divenne un titolo reverenziale dato dal nuovo imperatore. In alcuni casi il titolo onorifico non fu conferito come nel caso dell'imperatore Junnin che fu rimosso con la forza dal trono imperiale a seguito della ribellione Fujiwara no Nakamaro e morì durante l'esilio nella provincia di Awaji, come l'imperatore Antoku detronizzato in favore di Go-Toba e l'imperatore Chūkyō il suo regno durò soltanto pochi mesi nell'anno 1221, fu deposto nello stesso ed al suo posto salì al trono il cugino Go-Horikawa, nipote dell'imperatore Go-Toba, la stessa intronizzazione non fu riconosciuta, e fu chiamato "imperatore detronizzato Kujo" o "imperatore Gohei", e fu anche rimosso dalla successione degli imperatori. L'imperatore Junnin e l'imperatore Chūkyō ricevettero nuovamente titoli postumi dall'imperatore Meiji.

### L'imperatore Kōmei e lo Shōgun
Il commodoro Matthew C. Perry e la sua flotta, che i giapponesi soprannominarono "le navi nere",  entrarono nel porto di Edo (oggi conosciuta come Tokyo) nel luglio 1853. Perry cercò di aprire il Giappone al commercio e avvertì i giapponesi di conseguenze militari se non avessero accettato. Durante la crisi provocata dall'arrivo di Perry, lo shogunato Tokugawa prese, per la prima volta in almeno 250 anni, l'insolito provvedimento di consultarsi con la Corte Imperiale, e i funzionari dell'imperatore Kōmei comunicarono che ritenevano che gli americani dovessero essere autorizzati a commerciare e chiesero di essere informati in anticipo di qualsiasi misura da prendere al ritorno di Perry. Sentendosi in svantaggio rispetto alle potenze occidentali, il governo giapponese permise il commercio e si sottomise ai "Trattati ineguali", rinunciando all'autorità tariffaria e al diritto di processare gli stranieri nei propri tribunali. La disponibilità dello shogunato a consultarsi con la Corte imperiale fu di breve durata: nel 1858 arrivò la notizia di un trattato con una lettera in cui si affermava che, a causa della mancanza di tempo, non era stato possibile consultarsi. L'imperatore Kōmei era talmente infuriato che minacciò di abdicare, anche se questa azione avrebbe richiesto il consenso dello shōgun.

### Era Meiji
L'imperatore Meiji desiderava consentire una clausola che codificasse il diritto di abdicare e l'istituzione formale del Daijō Tennō nella nuova Costituzione Meiji. Quando l'ex Legge sulla Casa Imperiale fu redatta nel periodo Meiji, fu deciso dal Primo Ministro Itō Hirobumi alla "Conferenza di Takanawa" che non era ammesso il trasferimento del trono per abdicazione, affermando che l'Imperatore avrebbe dovuto essere al di sopra della politica e che in passato il ruolo di Daijō Tennō era stato sicuramente impiegato in modo opposto, quindi non ci sono stati Daijō Tennō in questo periodo. 

### Imperatore Taishō
Nel 1921 divenne chiaro che l'imperatore Yoshihito (conosciuto, dopo la morte, con il nome dell'era che coincide con il suo regno, Taishō) era mentalmente incapace. Nel Giappone premoderno, sarebbe stato costretto ad abdicare, ma fu lasciato al suo posto e il principe ereditario Hirohito (in seguito imperatore Hirohito) fu nominato Sesshō (reggente).

### Presente
Nel 2017 è stato ripreso nel quadro giuridico dell'attuale Costituzione giapponese per designare l'imperatore Akihito dopo la sua abdicazione. Il titolo di Jōkō è riutilizzato nella legge speciale che permette l'abdicazione dell'imperatore Akihito il 30 aprile 2019, al posto della versione lunga di Daijō Tennō. Prima di Akihito, l'ultimo imperatore ad ottenere questo titolo fu l'imperatore Kōkaku nel 1817. Un totale di 63 imperatori abdicarono.

## Insei
Come definito nel Codice Taihō , anche se in pensione, un Daijō Tennō può ancora esercitare il potere. Durante il tardo periodo Heian, gli imperatori di clausura esercitavano il potere in un sistema noto come governo del chiostro (院政?, , Insei).

## Lista di Daijō Tennō
Un totale di 64 imperatori giapponesi hanno abdicato:
|  | Nome              | Ascensione al trono | Abdicazione    | Morte                 |  | Successore        | Note |
|  | ----------------- | ------------------- | -------------- | --------------------- |  | ----------------- | --- |
|  | Jitō              | 686                 | 697            | 703                   |  | Monmu             | Il principe Kusabake fu nominato principe ereditario per succedere all'imperatrice Jitō, ma morì a soli 27 anni. Il figlio di Kusabake, il principe Karu, fu quindi nominato successore di Jitō. Alla fine sarebbe diventato noto come l'imperatore Monmu. Dopo che Jitō abdicò in favore di Monmu, come sovrana in pensione, assunse il titolo di daijō-tennō. Successivamente, i suoi successori imperiali che si ritirarono presero lo stesso titolo dopo l'abdicazione. Jitō continuò a detenere il potere come governante di clausura. Morì 4 anni dopo, all'età di 58 anni. |
|  | Genmei            | 707                 | 715            | 721                   |  | Genshō            | Genmei aveva inizialmente programmato di rimanere sul trono fino a quando suo nipote non avesse raggiunto la maturità. Tuttavia, dopo aver regnato per 8 anni, Gemmei abdicò in favore della sorella maggiore di Monmu che divenne poi nota come Imperatrice Genshō. Nel 715 (Wadō 8): Gemmei si dimise da imperatrice in favore di sua figlia, che allora era conosciuta come Imperatrice Genshō. Dopo aver abdicato, Gemmei era conosciuto come Daijō-tennō; era solo la seconda donna dopo l'imperatrice Jitō a rivendicare questo titolo. Gemmei ha vissuto in pensione fino alla sua morte all'età di 61 anni. |
|  | Genshō            | 715                 | 724            | 748                   |  | Shōmu             | |
|  | Shōmu             | 724                 | 749            | 756                   |  | Kōken             | |
|  | Kōken             | 749                 | 758            | 770 (reinsediata 764) |  | Junnin            | L'imperatore Shōmu abdicò in favore di sua figlia, la principessa Takano nel 749, che divenne l'imperatrice Kōken. L'imperatrice Kōken abdicò nel 758 affinché suo cugino regnasse come imperatore Junnin, ma tornò a governare di nuovo nel 764 come imperatrice Shōtoku. Suo cugino sarebbe morto un anno dopo, nel 765. |
|  | Junnin            | 758                 | 764            | 765                   |  | Shōtoku (Kōken)   | |
|  | Kōnin             | 770                 | 781            | 781                   |  | Kanmu             | |
|  | Heizei            | 806                 | 809            | 824                   |  | Saga              | L'imperatore Heizei fu costretto ad abdicare a causa di una malattia nell'809 e visse per 14 anni come monaco. |
|  | Saga              | 809                 | 823            | 842                   |  | Junna             | |
|  | Junna             | 823                 | 833            | 840                   |  | Ninmyō            | |
|  | Seiwa             | 858                 | 876            | 881                   |  | Yōzei             | |
|  | Yōzei             | 876                 | 884 (deposto)  | 949                   |  | Kōkō              | |
|  | Uda               | 887                 | 897            | 931                   |  | Daigo             | |
|  | Daigo             | 897                 | 930            | 930                   |  | Suzaku            | L'imperatore Daigo abdicò in favore di suo figlio, che si ammalò e morì pochi mesi dopo. |
|  | Suzaku            | 930                 | 946            | 952                   |  | Murakami          | |
|  | Reizei            | 967                 | 969            | 1011                  |  | En'yū             | - 969 (Anna 2) : Reizei abdica e prende il titolo onorifico di Reizei-in Jōkō. Il suo regno durò appena due anni; ha vissuto altri 44 anni in pensione. - 24º giorno del 10º mese (1011) (Kankō 8) : Daijō-tennō Reizei-in Jōkō morì all'età di 62 anni. |
|  | En'yū             | 969                 | 984            | 991                   |  | Kazan             | |
|  | Kazan             | 984                 | 986            | 1008                  |  | Ichijō            | |
|  | Ichijō            | 986                 | 1011           | 1011                  |  | Sanjō             | |
|  | Sanjō             | 1011                | 1016           | 1017                  |  | Go-Ichijō         | |
|  | Go-Suzaku         | 1036                | 1045           | 1045                  |  | Go-Reizei         | |
|  | Go-Sanjō          | 1068                | 1073           | 1073                  |  | Shirakawa         | - Il 13º giorno del 6º mese (1011) (Kankō 8) : Nel 25º anno del regno dell'imperatore Ichijō (一条天皇25年), l'imperatore abdicò; e la successione (senso) fu ricevuta dal cugino. Poco dopo, si dice che l'imperatore Sanjō sia salito al trono (sokui) all'età di 36 anni. - 22º giorno del 6º mese (1011) (Kankō 8) : Daijō-tennō imperatore Ichijō morì all'età di 32 anni. |
|  | Shirakawa         | 1073                | 1087           | 1129                  |  | Horikawa          | - Il 26º giorno dell'11º mese (1084) (Ōtoku 3) : l'imperatore Shirakawa abdicò formalmente, e prese il titolo di Daijō Tennō Shirakawa aveva occupato personalmente il trono per 14 anni e per i successivi 43 anni avrebbe esercitato ampi poteri in quello che sarebbe diventato noto come governo di clausura. L'imperatore Go-Sanjō aveva desiderato che il fratellastro minore di Shirakawa gli succedesse al trono. Nel 1085 questo fratellastro morì di malattia e il figlio di Shirakawa, Taruhito, divenne principe ereditario. Lo stesso giorno in cui Taruhito fu proclamato suo erede, Shirakawa abdicò e Taruhito divenne l'imperatore Horikawa. L'imperatore Shirakawa, ora in pensione, fu il primo a tentare quello che divenne il consueto governo di clausura. Ha esercitato il potere, governando indirettamente dallo Shirakawa-in ("White River Mansion / Temple"); tuttavia, gli uffici nominali di sesshō e kampaku continuarono ad esistere per molto tempo. - Nel 5º mese (1087) (Kanji 1) : Daijō Tennō Shirakawa si ritirò a Uji. |
|  | Toba              | 1107                | 1123           | 1156                  |  | Sutoku            | - Nel 3º mese (1141) (Eiji 1) : L'ex imperatore Toba accettò la tonsura e divenne monaco buddista all'età di 39 anni. - Il 1º mese (1143) (Kōji 2) : L'imperatore di clausura Toba-in, ora noto con il titolo di Daijō hōō, fece visita a sua madre. |
|  | Sutoku            | 1123                | 1142           | 1164                  |  | Konoe             | - Il 7º giorno del 12º mese (永治元年; 1141) (Eiji 1) : Nel 18º anno del regno di Sutoku-tennō (崇徳天皇18年), l'imperatore abdicò e la successione (senso) fu ricevuta da un fratello minore, l'ottavo figlio dell'ex imperatore Toba. Poco dopo, si dice che l'imperatore Konoe sia salito al trono (sokui). A quel tempo, Fujiwara no Tadamichi divenne sesshō (reggente imperiale). L'imperatore di clausura (Daijō hōō) Toba continuò a dirigere tutti gli affari del governo, mentre l'imperatore in pensione (Daijō Tennō) Sutoku non aveva poteri. Questo conflitto ha provocato molte controversie durante il regno di Konoe. |
|  | Go-Shirakawa      | 1155                | 1158           | 1192                  |  | Nijō              | |
|  | Nijō              | 1158                | 1165           | 1165                  |  | Rokujō            | |
|  | Rokujō            | 1165                | 1168           | 1176                  |  | Takakura          | |
|  | Takakura          | 1168                | 1180           | 1181                  |  | Antoku            | |
|  | Go-Toba           | 1183                | 1198           | 1239                  |  | Tsuchimikado      | |
|  | Tsuchimikado      | 1198                | 1210           | 1231                  |  | Juntoku           | |
|  | Juntoku           | 1210                | 1221           | 1242                  |  | Chūkyō            | |
|  | Chūkyō            | 1221                | 1221           | 1234                  |  | Go-Horikawa       | |
|  | Go-Horikawa       | 1221                | 1232           | 1234                  |  | Shijō             | |
|  | Go-Saga           | 1242                | 1246           | 1272                  |  | Go-Fukakusa       | |
|  | Go-Fukakusa       | 1246                | 1259           | 1304                  |  | Kameyama          | |
|  | Kameyama          | 1259                | 1274           | 1305                  |  | Go-Uda            | |
|  | Go-Uda            | 1274                | 1287           | 1324                  |  | Fushimi           | |
|  | Fushimi           | 1287                | 1298           | 1317                  |  | Go-Fushimi        | |
|  | Go-Fushimi        | 1298                | 1301           | 1336                  |  | Go-Nijō           | |
|  | Hanazono          | 1308                | 1318           | 1348                  |  | Go-Daigo          | |
|  | Kōgon             | 1331                | 1333 (deposto) | 1364                  |  | Go-Daigo          | |
|  | Go-Daigo          | 1318                | 1339           | 1339                  |  | Go-Murakami       | |
|  | Kōmyō (Nord)      | 1336                | 1348           | 1380                  |  | Sukō (Nord)       | |
|  | Sukō (North)      | 1348                | 1351           | 1398                  |  | Go-Kōgon (Nord)   | |
|  | Go-Kōgon (Nord)   | 1352                | 1371           | 1374                  |  | Go-En'yū (Nord)   | |
|  | Chōkei (Sud)      | 1368                | 1383           | 1394                  |  | Go-Kameyama (Sud) | |
|  | Go-En'yū (Nord)   | 1371                | 1382           | 1393                  |  | Go-Komatsu (Nord) | |
|  | Go-Kameyama (Sud) | 1383                | 1392           | 1424                  |  | Go-Komatsu        | |
|  | Go-Komatsu        | 1382 (N) 1392 (S)   | 1412           | 1433                  |  | Shōkō             | |
|  | Go-Hanazono       | 1428                | 1464           | 1471                  |  | Go-Tsuchimikado   | L'imperatore Go-Hanazono abdicò nel 1464, ma non molto tempo dopo scoppiò la Guerra Ōnin (応仁の乱?, , Ōnin no Ran); non ci furono ulteriori abdicazioni fino al 1586, quando l'imperatore Ōgimachi passò il trono a suo nipote, l'imperatore Go-Yōzei. Ciò era dovuto allo stato perturbato del paese e il fatto che non c'era denaro per mantenerlo. |
|  | Ōgimachi          | 1557                | 1586           | 1593                  |  | Go-Yōzei          | |
|  | Go-Yōzei          | 1586                | 1611           | 1617                  |  | Go-Mizunoo        | |
|  | Go-Mizunoo        | 1611                | 1629           | 1680                  |  | Meishō            | |
|  | Meishō            | 1629                | 1643           | 1696                  |  | Go-Kōmyō          | |
|  | Go-Sai            | 1655                | 1663           | 1685                  |  | Reigen            | |
|  | Reigen            | 1663                | 1687           | 1732                  |  | Higashiyama       | |
|  | Higashiyama       | 1687                | 1709           | 1710                  |  | Nakamikado        | |
|  | Nakamikado        | 1709                | 1735           | 1737                  |  | Sakuramachi       | |
|  | Sakuramachi       | 1735                | 1747           | 1750                  |  | Momozono          | |
|  | Momozono          | 1747                | 1762           | 1762                  |  | Go-Sakuramachi    | |
|  | Go-Sakuramachi    | 1762                | 1771           | 1813                  |  | Go-Momozono       | Nella storia del Giappone, l'imperatrice Go-Sakuramachi è stata l'ultima di otto donne ad assumere il ruolo di imperatrice regnante. I sette monarchi femminili che regnarono prima di Go-Sakuramachi furono Suiko, Kōgyoku (Saimei), Jitō, Genmei, Genshō, Kōken (Shōtoku) e Meishō. Regnò dal 15 settembre 1762 al 9 gennaio 1771 e morì il 24 dicembre 1813. |
|  | Kōkaku            | 1780                | 1817           | 1840                  |  | Ninkō             | Prima dell'inizio del terzo millennio l'ultimo imperatore a diventare un jōkō fu Kōkaku nel 1817. In seguito ha generato un incidente chiamato l'incidente Songō (尊号一件?, Songōikken, o incidente del titolo onorifico). Il jōkō dibatté con lo shogunato Tokugawa per la sua intenzione di dare il titolo di Daijō tennō a suo padre, il principe imperiale Sukehito. Morì l'11 dicembre 1840. |
|  | Akihito           | 1989                | 2019           | Vivente               |  | Naruhito          | La legge speciale che autorizza l'abdicazione dell'imperatore Akihito il 30 aprile 2019 prevede che per lui venga ripristinato il titolo di Jōkō. Poiché in precedenza non esisteva una traduzione inglese ufficiale del titolo, l'Agenzia della Casa Imperiale decise di definirlo "Imperatore Emerito". |